# هالو کریک (کنتاکی)
هالوو کریک (به انگلیسی: Hollow Creek) شهری در ایالت کنتاکی کشور ایالات متحده آمریکا است که جمعیت آن در سرشماری سال ۲۰۱۰ میلادی، ۷۸۳ نفر بوده‌است.